# Vysoká (ort i Tjeckien, Zlín)
Vysoká är en ort i Tjeckien.   Den ligger i regionen Zlín, i den östra delen av landet, 260 km öster om huvudstaden Prag. Vysoká ligger 390 meter över havet och antalet invånare är 299.
Terrängen runt Vysoká är kuperad österut, men västerut är den platt.Runt Vysoká är det ganska tätbefolkat, med 214 invånare per kvadratkilometer. Närmaste större samhälle är Valašské Meziříčí, 5,3 km söder om Vysoká. Omgivningarna runt Vysoká är en mosaik av jordbruksmark och naturlig växtlighet.